# 20e armée (Union soviétique)
Pour les articles homonymes, voir 20e armée.
La 20e armée est une unité de l'Armée rouge durant la Grande Guerre patriotique.

## Historique
La 20e armée est créée dans le district militaire d'Orel en juin 1941. Le 22 juin 1941, l'armée fait partie de la réserve du haut commandement suprême et elle se situe à l'ouest de Moscou.
Le 27 juin 1941 les 13e, 19e, 20e, 21e et 22e armées, défendent la ligne passant par le Daugava-Polotsk-Vitebsk-Orcha-Mogilev-Mazyr[réf. nécessaire]. La 20e armée est affectée au front de réserve.
L'armée se bat en Biélorussie, à Smolensk et Viazma. La 20e armée est presque anéantie le 5 août 1941 après avoir échappé à l'encerclement allemand autour de Smolensk. Ainsi, la 73e division de fusiliers n'a ainsi plus que 100 hommes et 5 mitrailleuses par régiment et les autres divisions ne sont pas en meilleur état ou ont comblé les pertes de leur infanterie en piochant dans les unités de soutien. Le quartier général de l'armée est dissout après avoir été encerclé et détruit dans la poche de Viazma au déclenchement de l'opération Typhon.

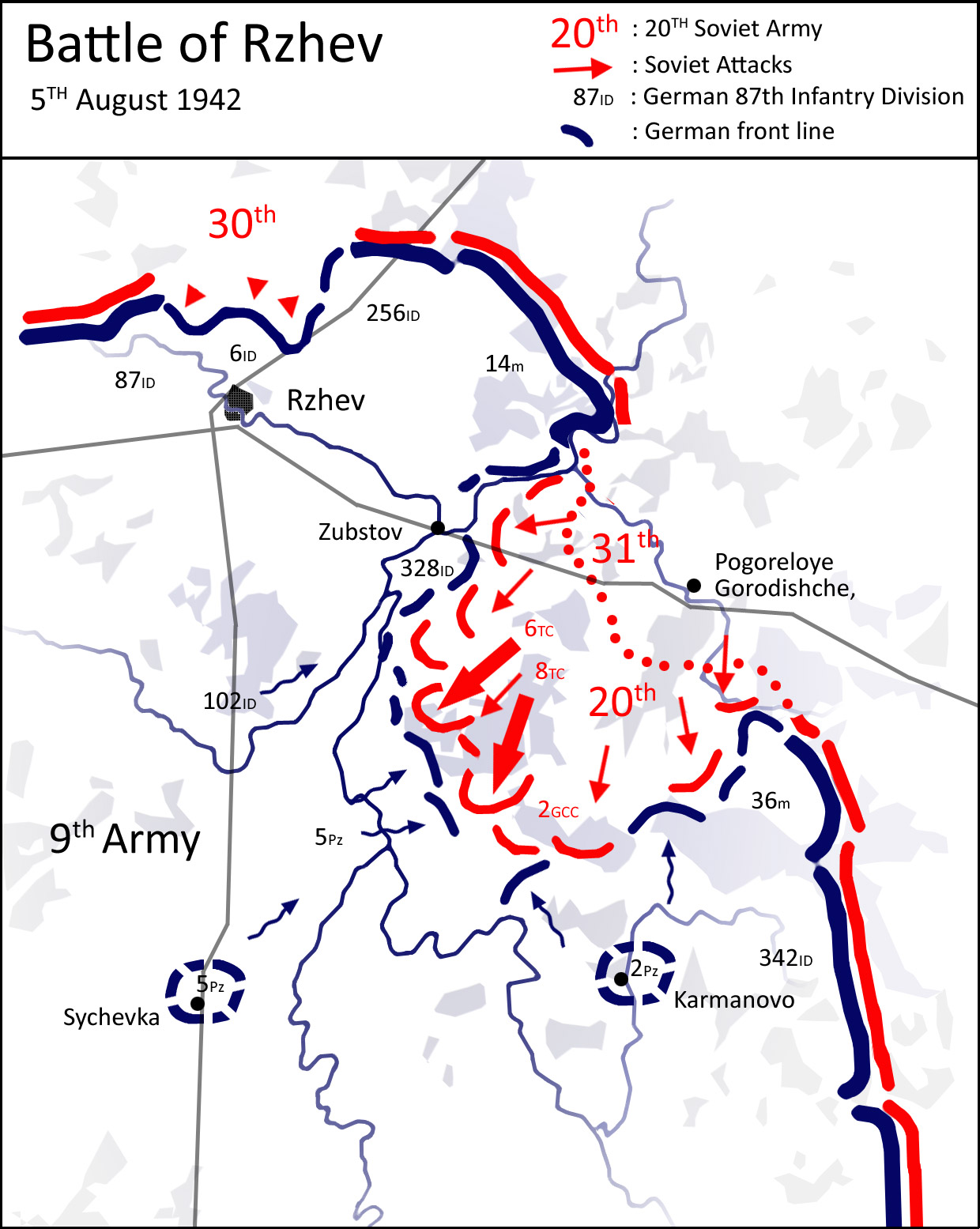
Position de la 20e armée le 5 août 1942 durant les batailles de Rjev.

La 20e armée est recréée en novembre 1941. Elle combat durant la bataille de Moscou avec les 331e et 352e divisions de fusiliers et trois brigades séparées. En 1942-43, elle participe à la bataille de Rjev. En 1944, elle est affectée au front de Kalinine et au front de Leningrad. 
Elle est dissoute en avril 1944.

## Liste des commandants
- lieutenant-général Fiodor Remezov (juin 1941 - juillet 1941)
- lieutenant-général Pavel Alekseïevitch Kourochkine (juillet 1941 - août 1941)
- lieutenant-général Mikhail Fiodorovitch Loukine (août 1941 - septembre 1941)
- lieutenant-général Philip Afanassievitch Erchakov (septembre 1941 - octobre 1941) (prisonnier de guerre)
- lieutenant-général Andreï Vlassov (novembre 1941 - mars 1942)
- lieutenant-général Max Andreïevitch Reiter (mars 1942 - septembre 1942)
- major-général Nikolaï Kirioukhine (en) (octobre 1942 - décembre 1942)
- lieutenant-général Mikhaïl Khozine (décembre 1942 - janvier 1943)
- lieutenant-général Nikolaï Berzarine (janvier 1943 - mars 1943)
- major-général Arkady Ermakov (en) (mars 1943 - août 1943)
- lieutenant-général Nikolaï Berzarine (août 1943 - septembre 1943)
- major-général Arkady Ermakov (en) (septembre 1943 - septembre 1943)
- lieutenant-général Anton Lopatine (septembre 1943 - octobre 1943)
- lieutenant-général Nikolaï Goussev (novembre 1943 - avril 1944)